# Rivière à l'Ours (vattendrag i Kanada, lat 48,55, long -71,33)
Rivière à l'Ours är ett vattendrag i Kanada.   Det ligger i provinsen Québec, i den östra delen av landet, 500 km nordost om huvudstaden Ottawa.
I omgivningarna runt Rivière à l'Ours växer i huvudsak blandskog. Runt Rivière à l'Ours är det ganska glesbefolkat, med 23 invånare per kvadratkilometer.